# Cappelle-Brouck

Cappelle-Brouck este o comună în departamentul Nord, Franța. În 1 ianuarie 2022 avea o populație de 1.157 de locuitori.